# François Coty
François-Marie-Joseph Spoturno (Ajaccio, 3 de mayo de 1874-Louveciennes, 25 de julio de 1934), más conocido como François Coty, fue un empresario perfumista y político francés, alcalde de Ajaccio. Es considerado el padre de la perfumería moderna. La compañía que fundó en 1904 ahora es Coty Inc., con sede en el Coty Building de Nueva York.
Durante la Primera Guerra Mundial, se convirtió en uno de los hombres más ricos de Francia. Se hizo con el control en 1922 del diario Le Figaro. Para frenar el crecimiento del socialismo y comunismo francés, fundó otros dos periódicos en 1928 . En años posteriores su riqueza se redujo mucho.

## Biografía
Nacido el 3 de mayo de 1874 en Ajaccio — isla de Córcega— con el nombre de François-Marie-Joseph Sportuno, Su madre, Marie Coti, murió cuando él tenía sólo cuatro años; su padre murió tres años después. Fue educado por su abuela, en Marsella. Allí conoció a Emmanuel Arène, escritor y futuro senador que le ofreció un trabajo en París como secretario. Se trasladó a París en 1900 al mismo tiempo que la Exposición Universal de 1900.  

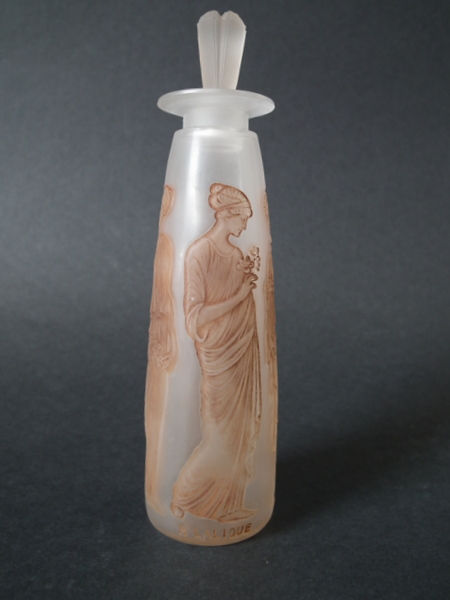
Lalique - Ambre Antique.

Uno de los primeros trabajos de François en París fue en una farmacia, donde aprendió los primeros rudimentos de la colonia. Decidió seguir estudiando en la ciudad de Grasse, entonces centro mundial de producción de perfumes. Después de un año volvió a París donde abrió su primer laboratorio en el apartamento que ocupaba con su esposa. Tomó el apellido de su madre Coti y lo transformó en Coty. En 1904 La Rose Jacqueminot, su primer perfume se convirtió en un éxito. También creó pequeñas versiones del perfume en pequeños frascos de muestras. Siguieron otros perfumes l'Ambre Antique (1905) presentados en una botella de René Lalique, Chypre, que dio origen a toda una familia de perfumes chypre (1917), L'Aimant (1927).
En las afueras de París, Coty creó un complejo industrial llamado La Cité des Parfums, donde miles de personas trabajaban y fabricaban todos los elementos para los procesos de producción. La calidad era esencial. Coty también se adelantó a su tiempo, ya que la mayoría de su personal era femenino, ofrecía servicios de guardería para los hijos de sus empleados.
En ese momento su tienda en París estaba en París Plaza Vendôme, y pronto otras tiendas abrieron en las grandes ciudades. Después de Nueva York en 1905, Londres, Bruselas, Dublín, Milán, Montreal, Múnich, Sídney, Johannesburgo, México y Buenos Aires.
 En 1922 adquirió el diario Le Figaro . Fue elegido alcalde de su ciudad natal en 1931. Coty, que había financiado movimientos y organizaciones de extrema derecha como Le Faisceau, Action Française o la Croix-de-feu, fundó en la primavera de 1933 Solidaridad Francesa. A finales de 1933 sus problemas económicos le condujeron a vender Le Figaro y posteriormente, poco antes de su muerte, también L'Ami du Peuple. Falleció el 25 de julio de 1934 en Louveciennes.